# Rjúe Nišizawa
Rjúe Nišizawa (* 7. únor 1966) je japonský architekt, laureát nejprestižnějšího ocenění v oboru, Pritzkerovy ceny, z roku 2010. Cenu získal spolu se svou spolupracovnicí Kazujo Sedžimaovou. Stal se tak nejmladším nositelem Pritzkerovy ceny v historii.
Po absolvování Jokohamské národní univerzity (Yokohama Kokuritsu Daigaku) pracovala v ateliéru Tojoo Itóa založil roku 1995 společně se Sedžimaovou firmu pod názvem SANAA (Sejima and Nishizawa and Associates). Od té doby pracují spolu. K jejich nejoceňovanějším stavbám patří New Museum v New Yorku, O-Museum v Naganu či Muzeum současného umění ve městě Kanazawa. Jejich stavby často pracují s jednoduchými krychlovými tvary.

## Galerie

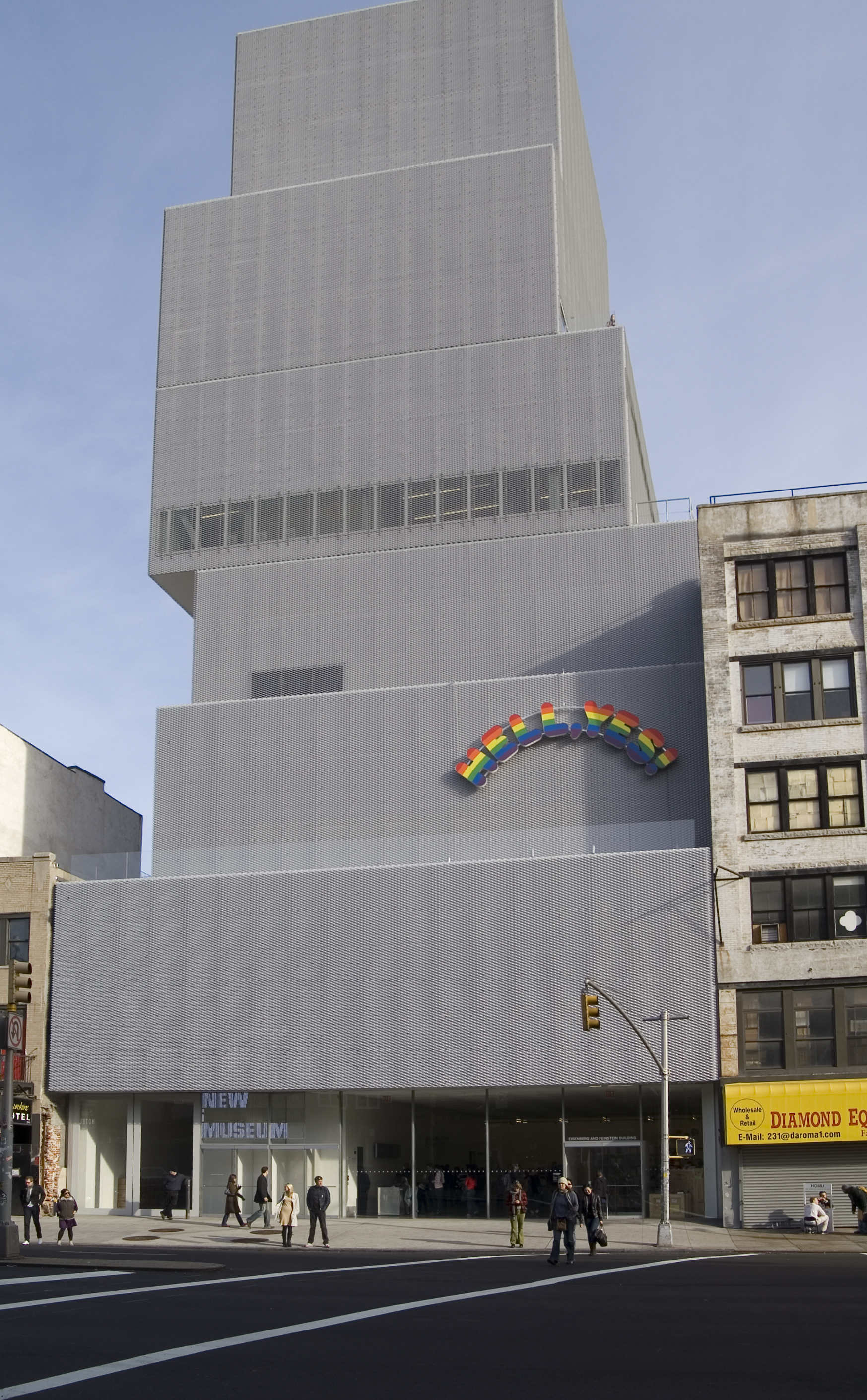
New Museum v New Yorku
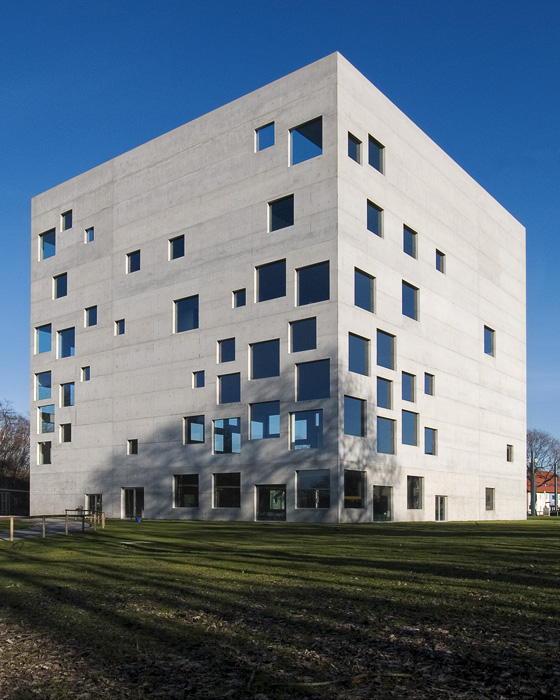
Škola managementu a designu v Zollvereinu
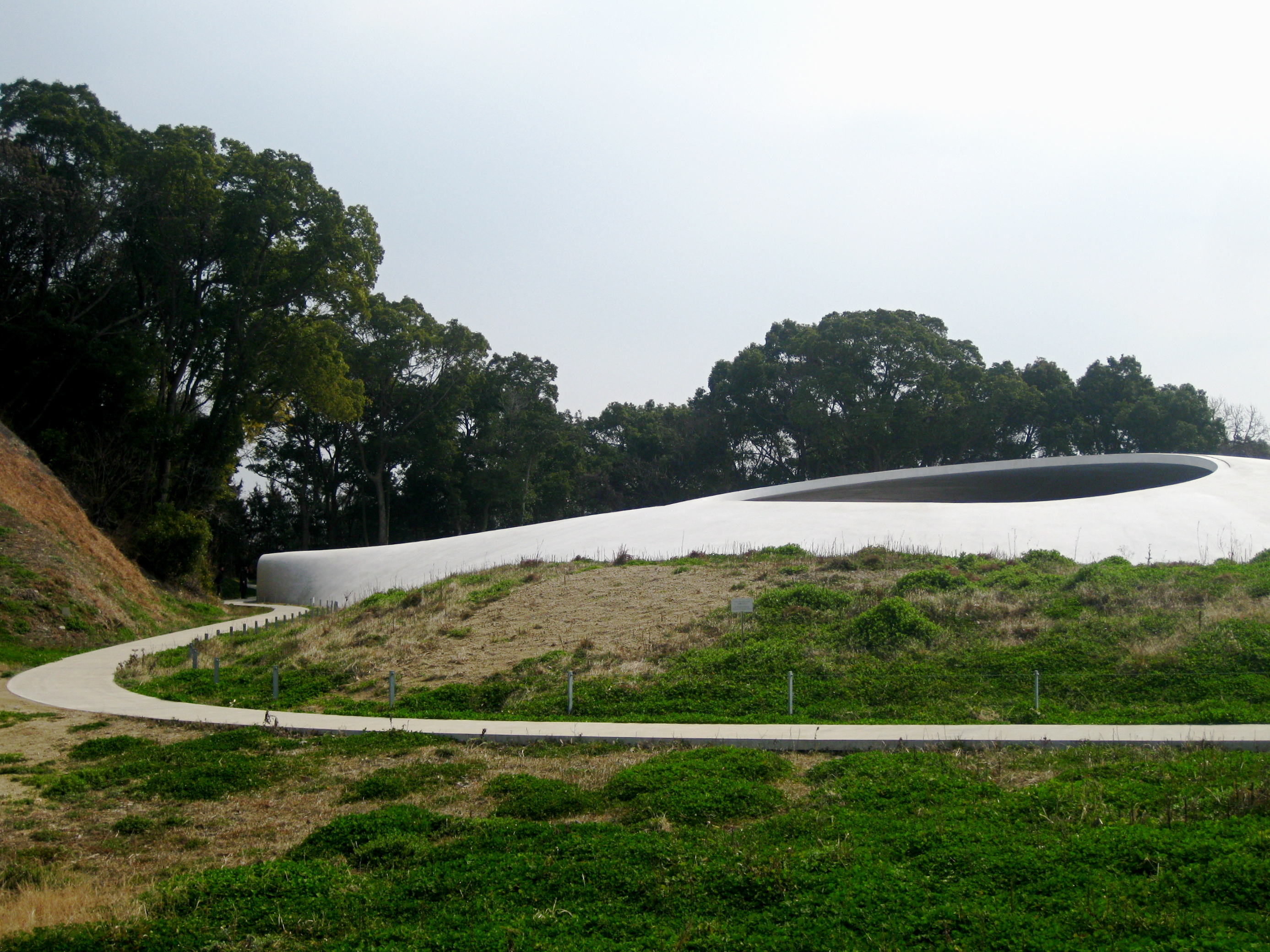
Muzeum umění v Tešimě
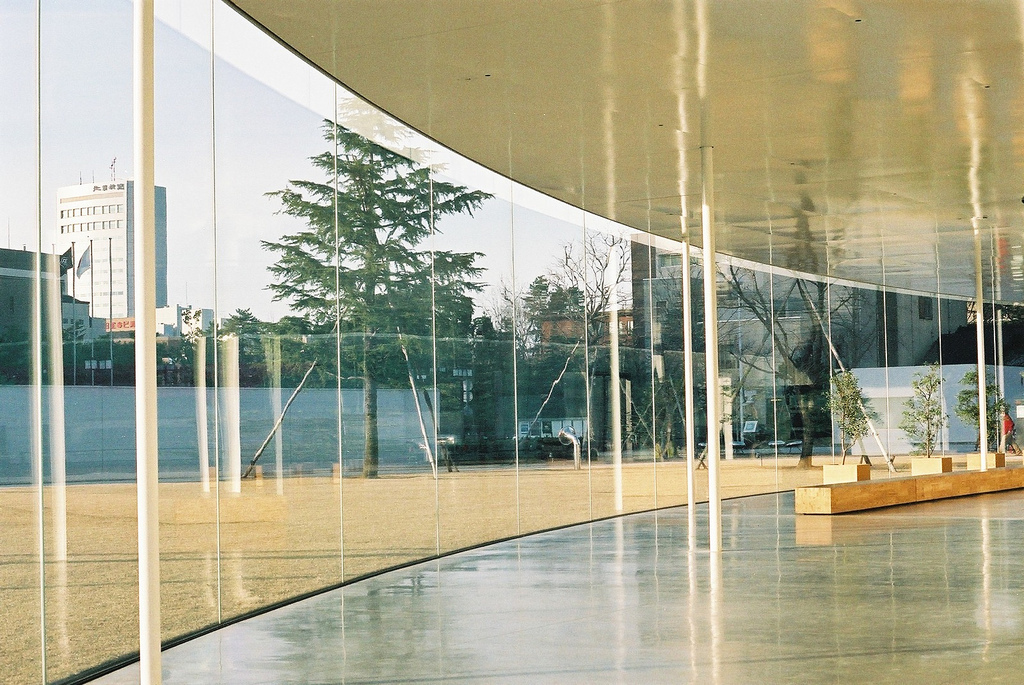
Muzeum současného umění v Kanazawě